# Phyllophaga plairi
Phyllophaga plairi är en skalbaggsart som beskrevs av Saylor 1937. Phyllophaga plairi ingår i släktet Phyllophaga och familjen Melolonthidae. Inga underarter finns listade i Catalogue of Life.